# Exosoma nigrocephalum
Exosoma nigrocephalum là một loài bọ cánh cứng trong họ Chrysomelidae. Loài này được Laboissiere miêu tả khoa học năm 1939.